# Onitis lama
Onitis lama är en skalbaggsart som beskrevs av Lansberge 1875. Onitis lama ingår i släktet Onitis och familjen bladhorningar. Inga underarter finns listade i Catalogue of Life.